# Episodi di Southland (seconda stagione)
La seconda stagione della serie televisiva Southland è stata trasmessa negli Stati Uniti dal 2 marzo al 6 aprile 2010 su TNT.
In Italia è stata trasmessa in prima visione assoluta dal 25 marzo al 29 aprile 2010 sul canale satellitare AXN; in chiaro è stata trasmessa dal 15 marzo al 5 aprile 2014 sul canale TOP Crime.
| nº | Titolo originale      | Titolo italiano           | Prima TV USA  | Prima TV Italia |
| -- | --------------------- | ------------------------- | ------------- | --------------- |
| 1  | Phase Three           | Fase tre                  | 2 marzo 2010  | 25 marzo 2010   |
| 2  | Butch and Sundance    | Triplice omicidio         | 9 marzo 2010  | 1º aprile 2010  |
| 3  | U-Boat                | Sotto pressione           | 16 marzo 2010 | 8 aprile 2010   |
| 4  | The Runner            | Un lungo viaggio          | 23 marzo 2010 | 15 aprile 2010  |
| 5  | What Makes Sammy Run? | Chi ha incastrato Trinny? | 30 marzo 2010 | 22 aprile 2010  |
| 6  | Maximum Deployment    | Stupratore seriale        | 6 aprile 2010 | 29 aprile 2010  |